# Uvinza
Uvinza ist eine Stadt im Westen von Tansania mit 35.231 Einwohnern (Volkszählung 2012). Sie ist das Verwaltungszentrum des gleichnamigen Distrikts, der Teil der Region Kigoma ist.

## Geografie

### Lage
Uvinza liegt an der Mündung des Flusses Ruchugi in den Malagarasi in einer Meereshöhe von 990 Metern. Die Entfernung zur Regionshauptstadt Kigoma im Westen beträgt rund 100 Kilometer, Dodoma liegt etwa 700 Kilometer im Osten.

### Klima
Das Klima in Uvinza ist tropisch. Die jährlichen Niederschläge von durchschnittlich 1018 Millimetern fallen größtenteils in den Monaten November bis April, die Monate Juni bis September sind sehr trocken. Die Jahresdurchschnittstemperatur liegt bei 22,5 Grad Celsius. Am wärmsten ist es im September mit 24,8 Grad, am kühlsten im Dezember mit 21,4 Grad.
|                        | Jan  | Feb  | Mär  | Apr  | Mai  | Jun  | Jul  | Aug  | Sep  | Okt  | Nov  | Dez  |   |      |
| Mittl. Temperatur (°C) | 21,6 | 22,1 | 21,9 | 21,8 | 22,3 | 22,2 | 22,3 | 23,5 | 24,8 | 24,3 | 22,1 | 21,4 | ⌀ | 22,5 |
| Mittl. Tagesmax. (°C)  | 26,5 | 27,3 | 27,1 | 26,7 | 27,9 | 29   | 29,5 | 30,5 | 31,5 | 30,5 | 27,1 | 26,1 | ⌀ | 28,3 |
| Mittl. Tagesmin. (°C)  | 17,8 | 18,2 | 18,1 | 17,8 | 17,5 | 16,2 | 15,8 | 17,3 | 18,7 | 19,2 | 18,4 | 17,8 | ⌀ | 17,7 |
|                        |      |      |      |      |      |      |      |      |      |      |      |      |   |      |
| Niederschlag (mm)      | 164  | 125  | 153  | 122  | 31   | 1    | 0    | 3    | 9    | 61   | 155  | 194  | Σ | 1018 |

| 17,8 |

| 18,2 |

| 18,1 |

| 17,8 |

| 17,5 |

| 16,2 |

| 15,8 |

| 17,3 |

| 18,7 |

| 19,2 |

| 18,4 |

| 17,8 |

| 17,8 |

| 18,2 |

| 18,1 |

| 17,8 |

| 17,5 |

| 16,2 |

| 15,8 |

| 17,3 |

| 18,7 |

| 19,2 |

| 18,4 |

| 17,8 |

## Geschichte
Der Name Uvinza kommt von der Ethnie der Vinza, die um 2000 vor Christus aus Zentralafrika einwanderten. Sie gründeten Uvinza wegen der Salzvorkommen und bauten einen profitablen Salzhandel auf. Als Tansania unabhängig wurde, war die Salzproduktion in Uvinza eine der größten Anlagen. Sie wurde zuerst verstaatlicht und 1998 privatisiert. Durch den Bau der Eisenbahnlinie im 20. Jahrhundert wurde der Fremdenverkehr ein Teil der lokalen Wirtschaft.

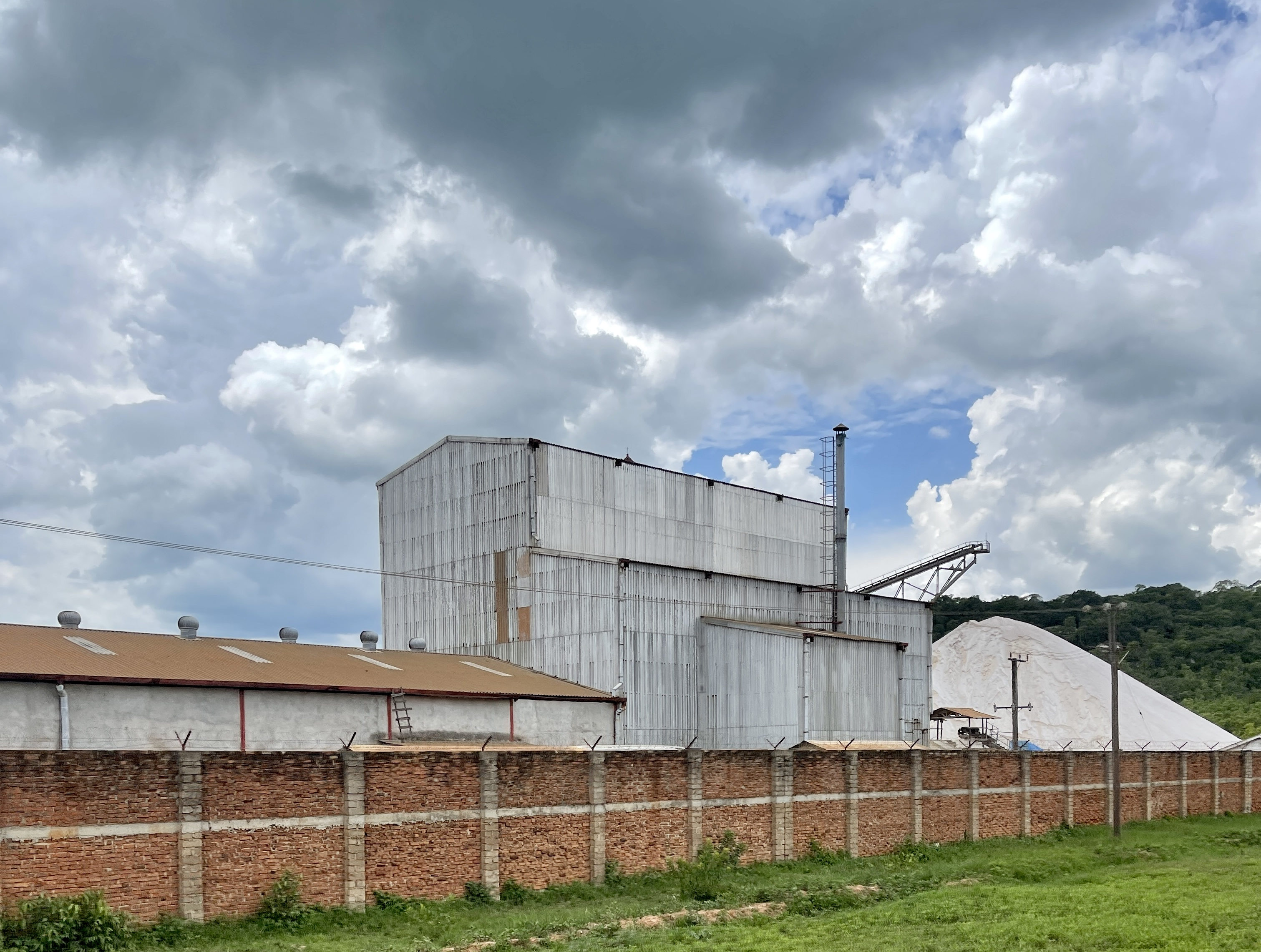
Salzfabrik in Uvinza

## Wirtschaft und Infrastruktur

### Industrie
Die Salzindustrie ist ein wichtiger Arbeitgeber und trug zur Erhöhung des Lebensstandards bei.

### Verkehr
- Eisenbahn: Durch Uvinza verläuft die von Tanzania Railways Corporation betriebene Zentralbahn von Daressalam nach Kigoma.[6]  Im Sommer 2022 schrieb die Tanzanian Railways Corporation den Neubau der Strecke von Uvinza nach Gitega, der Hauptstadt von Burundi, aus.[7]
- Straße: Die wichtigste Straßenverbindung ist die Nationalstraße von Tabora nach Kigoma, die durch Uvinza verläuft. Diese kreuzt in Uvinza die nicht asphaltierte Nationalstraße von Kasulu nach Mpanda.[8]
- Flughafen: Nordöstlich der Stadt befindet sich ein kleiner Flughafen mit dem ICAO-Code HTUV.[9]